# Al Karama (Dubai)
Al Karama, è un quartiere residenziale di Dubai. Al Karama è la zona residenziale più popolosa di Dubai, al di fuori delle aree classificate per ospitare uffici o aziende.

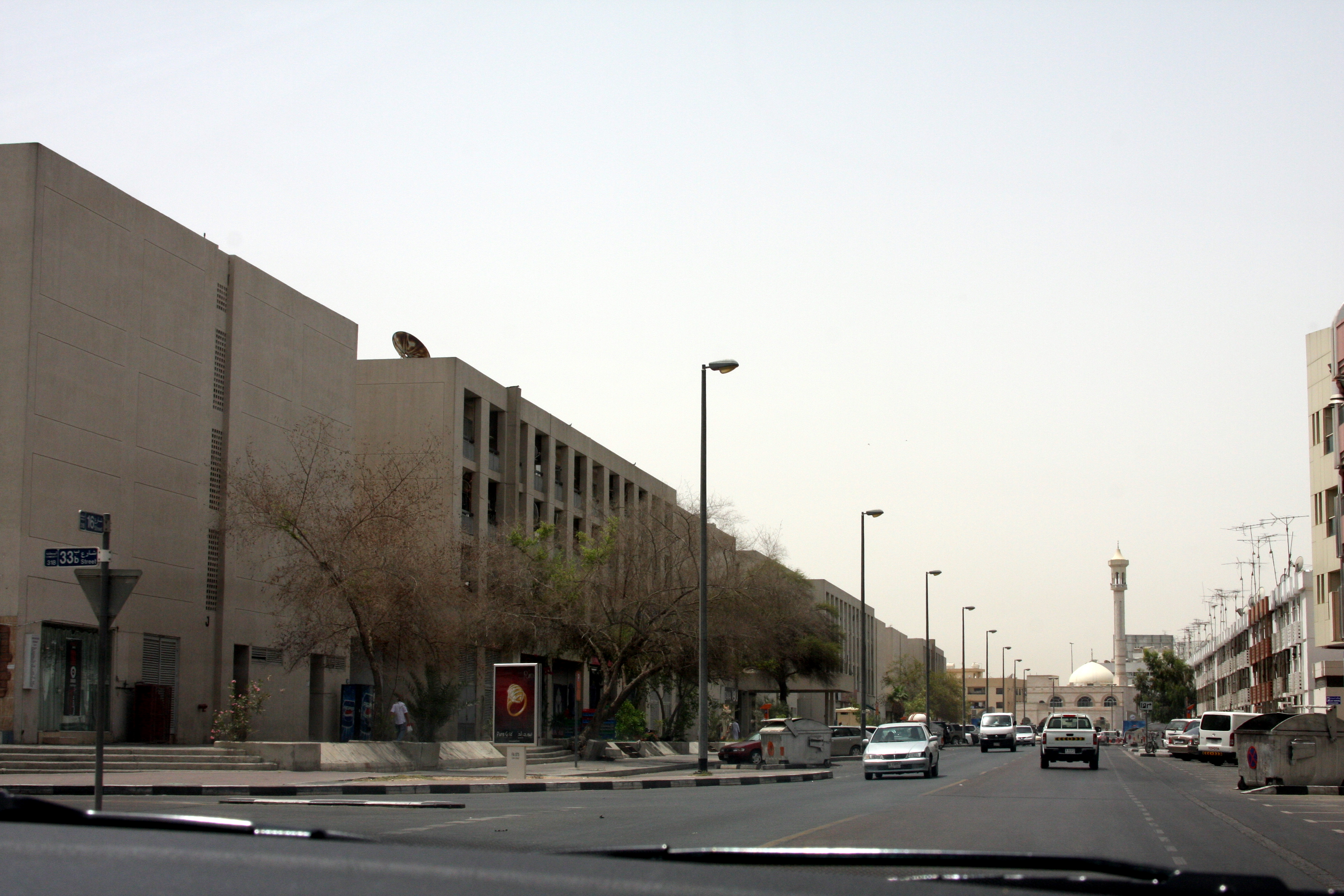
Karama Shopping Centre nell'area di Al Karama.

## Geografia fisica
Al Karama, si estende tra la zona diplomatica a nord, con numerosi consolati e Zabeel Park a sud. Zabeel Park divide Karama, il Dubai World Trade Centre, la Sheikh Zayed Road e i suoi famosi grattacieli. Confine occidentale del distretto è Trade Centre Road, dove si trova il famoso centro commerciale BurJuman.